# Distretto urbano di Morogoro
Il distretto urbano di Morogoro (in swahili Wilaya ya Morogoro Mjini) è uno dei 6 distretti della regione di Morogoro, in Tanzania. Confina a nord col distretto rurale di Morogoro, a est con la regione di Pwani, a sud col distretto di Kilombero e a ovest col distretto di Kilosa.
È suddiviso nelle seguenti 19 circoscrizioni:
- Bigwa
- Boma
- Kichangani
- Kihonda
- Kilakala
- Kingo
- Kingolwira
- Kiwanja cha Ndege
- Mafiga
- Mazimbu
- Mbuyuni
- Mji Mkuu
- Mji Mpya
- Mlimani
- Mwembesongo
- Mzinga
- Sabasaba
- Sultan Area
- Uwanja wa Taifa